# Мердзенская волость
Ме́рдзенская волость (латыш. Mērdzenes pagasts) — одна из двадцати пяти территориальных единиц Лудзенского края Латвии. Находится в северной части края. Граничит с Малнавской, Межвидской, Блонтской, Пушмуцовской и Голышевской волостями своего края.
Административный центр края — село Мердзене.

## География
Бо́льшая часть волости приходится на Псковскую низменность, Зилупскую равнину. На юго-западную окраину волости заходит Латгальская возвышенность, а на северную часть волости — всхолмлённая местность Бурзавас. Самая высокая точка волости — холм Диерванишу (135,3 м над уровнем моря), расположенный в её западной части. Другие высокие холмы: Каратаву, Каусиниеку и Квиешу. По территории протекают реки Утроя, Страуя и Лочупейте.
Через Мердзенскую волость проходит региональная автодорога P49 Карсава— Лудза — Эзерниеки.
Треть территории покрыта лесами. Юго-восточную часть занимает почти тысяча гектаров низменности и болот. На территории волости в 1985—1988 годах открыты месторождения доломита, пригодного для производства черепицы. В 1998 году исследовано песчано-гравийное месторождение, песок в котором пригоден для нужд строительства.

## Население
На начало 2015 года население волости составляло 639 постоянных жителей.
Крупнейшими населёнными пунктами волости являются сёла: Мердзене (волостной центр), Пудинава, Латвишу Стиглова, Лапатники, Табулова. В селе Латвишу Стиглова находится католическая церковь.
По данным переписи населения Латвии 2011 года, из 670 жителей Мердзенской волости латыши составляли  79,25 % (531 чел.), русские —  18,51 % (124 чел.).

## История
На территории нынешней Мердзенской волости ранее находились два больших поместья — Михайловское и Стиглавское. Михайловское, находившееся в непосредственной близости от дороги Люцин — Корсовка (Лудза — Карсава), быстро развилось в торговый и ремесленный центр своего округа. В XVIII веке Михайловское было одним из крупнейших поселений в Люцинском уезде, на его земле находилось 218 крестьянских хозяйств. В 1925 году Михайловская волость была переименована в Мердзенскую.
В 1935 году площадь Мердзенской волости Лудзенского уезда составляла 321,1 км², при населении в 2278 жителей. Преобладающими сельскохозяйственными культурами на тот момент были рожь, ячмень, овёс, лён и картофель.
В 1945 году в волости были созданы Блонтский, Деглевский, Голишевский, Лапатинский, Мердзенский, Межэрниекский, Пушмуцовский и Стигловский сельские советы. После отмены в 1949 году волостного деления Мердзенский сельсовет входил в состав Лудзенского района.
В ходе коллективизации в 1949 году в волости были созданы 14 сельскохозяйственных артелей. После их объединения возник колхоз «Рассвет», специализировавшийся на производстве мясной и молочной продукции. В 1974 году появился колхоз «Виениба», просуществовавший до 1994 года.
В 1954 году к Мердзенскому сельсовету были присоединены территории ликвидированных Лапатинского и Стигловского сельских советов.
В 1990 году Мердзенский сельсовет был реорганизован в волость. В 2009 году, по окончании латвийской административно-территориальной реформы, Мердзенская волость вошла в состав Карсавского края.
В 2021 году в результате новой административно-территориальной реформы Карсавский край был упразднён, Мердзенская волость вошла в состав  Лудзенского края.